# Zehnstädtebund
Der Zehnstädtebund (Dekapolis oder Dekapole, französisch Décapole) war ein Bündnis zehn freier Reichsstädte des Elsass im Heiligen Römischen Reich. Er wurde 1354 mit dem Ziel gegründet, sich gegenseitig bei der Verteidigung ihrer Rechte und Freiheiten zu helfen. Die Bezeichnung als Zehnstädtebund oder Dekapole wurde allerdings erst weit später in der Geschichtsschreibung verwendet. Die mittelalterlichen Dokumente sprechen vielmehr von Richestette gemeinlich im Elsass oder später villes d’Empire associées en Alsace, zumal ihre Zahl zwischen neun und elf schwankte und die Städte auch nicht immer dieselben waren.

## Mitglieder
Gründungsmitglieder waren die folgenden zehn Städte:
| - Colmar - Hagenau (französisch Haguenau) - Kaysersberg - Mülhausen (Mulhouse) - Münster (Munster) | - Oberehnheim (Obernai) - Rosheim - Schlettstadt (Sélestat) - Türkheim (Turckheim) - Weißenburg (Wissembourg) |

Vier Jahre später kam Selz (Seltz) als elfte Stadt hinzu, die 1418 aus dem Bund wieder ausschied. Nach Mülhausens Ausscheiden (1515) ergänzte ab 1521 Landau das Bündnis und erweiterte es nach Norden.
Zur Zeit der Gründung in der Mitte des 14. Jahrhunderts hatten Hagenau, Colmar und Schlettstadt je 5000 bis 6000 Einwohner, Weißenburg etwa 4000, Mülhausen 1800 und die übrigen Mitglieder zwischen 1000 und 1500.

## Entwicklung
Im Laufe des 13. Jahrhunderts wurden mehreren elsässischen Städten das Stadtrecht verliehen, wodurch sie aus der feudalen Abhängigkeit entlassen und dem unmittelbaren Schutz des Kaisers unterstellt wurden. Die „Freiheit“ dieser kleineren Städte ist nicht zu vergleichen mit den klassischen Reichsstädten, die autonomer waren. Nach wiederholten Zusammenschlüssen der zehn elsässischen Reichsstädte 1342, 1346 und 1349 zur Wahrung ihrer Freiheiten und zur Durchsetzung einer landfriedensmäßigen Ordnung gründete König Karl IV. 1354 auf deren Initiative hin den Zehnstädtebund. Seine Vorbehalte bestanden allerdings darin, dass der Bund nur für die Dauer seiner eigenen Regierungszeit gelten und er auch jederzeit das Recht, ihn aufzulösen, haben sollte. Nach dem Tod des Kaisers 1378 wurde der Bund auch aufgelöst, aber 1379 wiedergegründet; er konnte sich in den darauf folgenden Jahrzehnten festigen und für seine Mitglieder eine Sicherung ihres reichsstädtischen Status gegenüber dem Kaiser erreichen. Dies war in einer Zeit, als das Reichsgut von der Krone zunehmend unter dem finanziellen Aspekt der Verpfändbarkeit gesehen wurde, von besonderer Bedeutung.
Der Zehnstädtebund hatte die Aufgabe der gegenseitigen Sicherung der Rechte und Freiheiten ihrer Mitglieder und war insofern eine kollektive Einung auf genossenschaftlicher Basis (Eidgenossenschaft). Darüber hinaus standen sich die Mitglieder gegenseitig bei inneren und äußeren Konflikten auch militärisch bei. Dieser militärische Aspekt stand zur Zeit Karls IV. unter der Leitung des Reichslandvogts, nach der Wiedergründung des Bundes 1379 war der Reichslandvogt ausgeschaltet.
Dem genossenschaftlichen Charakter der Einung entsprechend waren die Mitglieder gleichberechtigt. Die Zusammenkünfte fanden nicht regelmäßig statt, Sitzungsort war zunächst Schlettstadt (Sélestat), später Straßburg, das selbst nicht zum Bund gehörte. Vorort des Bundes war Hagenau (Haguenau), dem die Aufgabe zufiel, zu den Tagungen einzuladen, den Schriftwechsel zu führen und die Deputationen zu Kaiser und König zu schicken.
1515 trat Mülhausen (Mulhouse) aus dem Bund aus und als „zugewandte Stadt“ der schweizerischen Eidgenossenschaft bei, 1521 trat Landau der Dekapolis bei. Durch die Reformation wurden einige dieser Städte protestantisch; zunächst Weißenburg (lutherisch, 1522) und Mülhausen (reformiert, 1529), später auch Hagenau, Münster, Schlettstadt, Landau und Selz. Zudem schloss sich ein Teil der Bürger der Städte Colmar und Oberehnheim der Reformation an. Im Westfälischen Frieden von 1648 fielen die Rechte des Hauses Habsburg im Elsass an Frankreich, darunter die Vogtei über die zehn Reichsstädte. Trotzdem schickten sie weiterhin ihre Vertreter zum immerwährenden Reichstag nach Regensburg, zuletzt als gemeinsamen Vertreter aller zehn Städte den Colmarer Anton Schott. In den Jahren 1673 und 1674 ließ Ludwig XIV. die zehn Städte erobern, ihre Befestigungen schleifen und unterstellte sie der französischen Provinzialverwaltung. Das Heilige Römische Reich konnte die vertragswidrige Ausdehnung der französischen Macht während des Holländischen Krieges nicht verhindern und nahm diese zunächst hin. Erst durch die fortgesetzte französische Reunionspolitik und die Annexion Straßburgs im Jahr 1681 wurde Frankreich vom Reich neben den Osmanen als Hauptgegner angesehen. Deshalb versuchte es bis etwa 1714, die über 1648 hinausgehenden französischen Eroberungen rückgängig zu machen. Der Zehnstädtebund trat ein letztes Mal in Erscheinung, als er im Oktober 1788 ein eigenes Cahiers de Doléances (Beschwerdehefte) verfasste.